# Сант'Андреа (Вибо Валенција)
Сант'Андреа је насеље у Италији у округу Вибо Валенција, региону Калабрија.
Према процени из 2011. у насељу је живело 31 становника. Насеље се налази на надморској висини од 68 м.